# Саченко Михайло Григорович
Саченко Михайло Григорович (1 січня 1950, с. Моринці, Корсунь-Шевченківський район Черкаська область — 2 лютого 2006) — український поет, режисер-документаліст, кіносценарист, перекладач.

## Біографія
Народився 1 січня 1950 року в селі Моринці Корсунь-Шевченківського району Черкаської області в родині вчителя. Навчався у Моринській середній школі, яку закінчив із золотою медаллю у 1966 році.
У 1966—1968 роках навчався на філологічному факультеті Київського університету імені Т. Г. Шевченка, звідки був відрахований з другого курсу за так званий «український буржуазний націоналізм».
У 1971 році закінчив із відзнакою кінорежисерський факультет Київського театрального інституту імені І. Карпенка-Карого. З 1972 року працював кінорежисером на студії «Укркінохроніка», де зняв понад 30 фільмів, спеціальних випусків і кіножурналів.
Член Національної спілки кінематографістів України, Національної спілки письменників України, лауреат Міжнародної літературної премії ім. Амброза Бірса (США).
Помер 2 лютого 2006 року. Убитий невідомими. Похований на цвинтарі села Моринці Корсунь-Шевченківського району Черкаської області. У 2014 на надгробоку друзі поета Віктор Морозов, Юрій Мисько, Борис Чіп, Володимир Рознузданий, Василя Бур'ян встановили пам'ятник у вигляді метелика авторства Юрій Миська.

## Творчість

### Кінематограф
Як режисер і сценарист створив документальні та художні фільми: «Вулиця моєї юності» (1976), «Нев'янучий Квітка» (1979), «Михайло Стельмах. „Кров людська — не водиця“» (1981), «Козари» (1984), «І відповсіть земля» (1985), «Сонце завжди — попереду» (1986), «Селекціонери» (р/м ф. «Сонце завжди — попереду») (1986), «Я російську би вивчив…» (1986), «Якби мене більше на світі не було» (1987), «… землякам моїм» (1988), «Вироби із штучного хутра» (1988), «Нечуй» (1988), «Та буде твоя чеснота…» (1989, худ. фільм), «Чиста оріль Віктора Стороженка» (1990), «Катерина» (1991), «Спочатку було їх сорок» (1992), «Квітка Основ'яненко», «Грані Гріна», «Жінок прекрасних імена», тощо